# Брессанвидо
Брессанвидо (итал. Bressanvido) — коммуна в Италии, располагается в провинции Виченца области Венеция.
Население составляет 2859 человек, плотность населения составляет 357 чел./км². Занимает площадь 8 км². Почтовый индекс — 36050. Телефонный код — 0444.
Имеется храм, освящённый в честь встречи Пресвятой Богородицы и Елизаветы.